# Илгаускас, Жидрунас
Жидру́нас Илга́ускас (лит. Žydrūnas Ilgauskas; род. 5 июня 1975 года, Каунас, Литовская ССР) — литовский профессиональный баскетболист, игравший на позиции центрового. Был выбран под 20-м номером на драфте НБА 1996 года. Играл за «Кливленд Кавальерс» Национальной баскетбольной ассоциации с 1997 по 2010 год  и за «Майами Хит» в сезоне 2010–11 годов. Обладатель прозвища Big Z.  Является карьерным лидером «Кавальерс» по блок-шотам. Его номер 11 был выведен из обращения. 
В 2012 году Илгаускас присоединился к руководству «Кавальерс», став специальным ассистентом генерального менеджера клуба.

## Биография
В начале 1990-х годов Илгаускас занимался в молодёжной команде «Жальгириса», а затем играл за другой каунасский клуб «Атлетас».
26 июня 1996 года на драфте НБА был выбран под общим 20-м номером клубом «Кливленд Кавальерс» и третьим среди европейцев (после Виталия Потапенко и Пежи Стояковича). 1 июля 1996 года 21-летний Илгаускас подписал многолетний контракт с «Кливленд Кавальерс». Из-за травмы ноги полностью пропустил сезон 1996/97. По итогам первого сезона в НБА 1997/98 (13,9 очка, 8,8 подбора и 1,6 блок-шота в среднем в 82 матчах) был включён в первую сборную новичков сезона (третий в истории европеец после Владе Диваца и Арвидаса Сабониса). После этого Илгаускас продлил соглашение с «Кавальерс» на 6 лет на сумму 70,9 млн долларов.
В следующих двух сезонах (1998/99 и 1999/2000) из-за очередной травмы ноги провёл в НБА всего 5 матчей. В сезоне 2000/01 провёл только 24 матча, после чего вновь выбыл из-за травмы до конца сезона. 
Несмотря на обилие травм на старте карьеры в НБА, начиная с сезона 2002/03 на протяжении 5 сезонов проводил в регулярном чемпионате не менее 78 матчей. В сезоне 2002/03 набирал в среднем 17,2 очка и делал 7,5 подбора и впервые в карьере был выбран на Матч всех звёзд НБА. «Кавальерс» выиграли всего 17 из 82 матчей и получили первый выбор на драфте 2003 года, где взяли Леброна Джеймса. В сезоне 2004/05 Илгаускас второй раз в карьере был выбран на Матч всех звёзд. 12 июля 2005 года продлил контракт с «Кавальерс» на 5 лет на сумму 55 млн долларов. В 2007 году «Кавальерс» дошли до финала НБА, Илгаускас в 20 матчах плей-офф играл в среднем по 32,5 минуты, набирал 12,6 очка и делал 9,7 подбора.

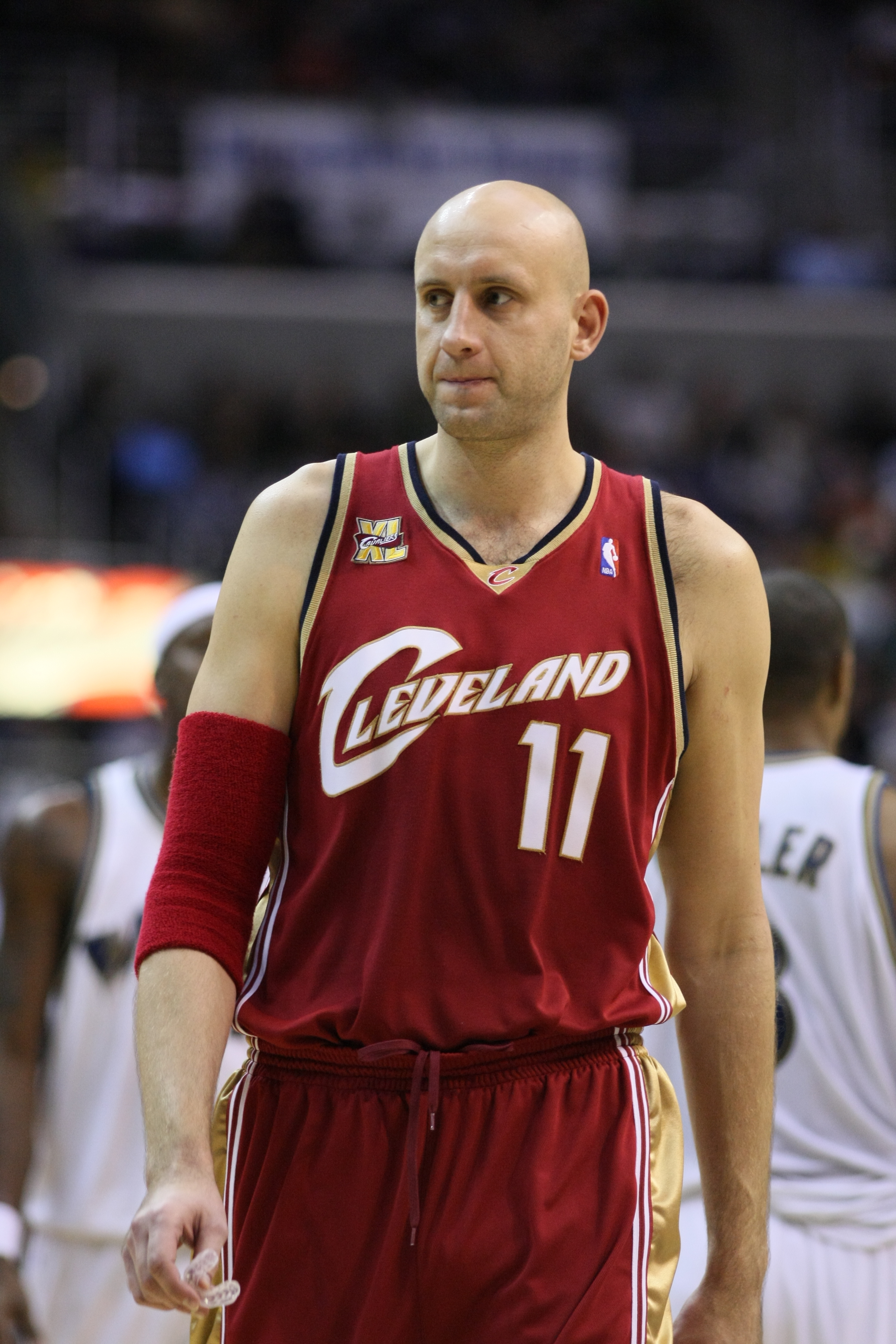
Илгаускас в «Кавальерс» в 2009 году

2 декабря 2009 года побил рекорд «Кавальерс» по наибольшему количеству матчей за клуб.
17 февраля 2010 года в рамках трёхстороннего обмена между «Кавальерс», «Вашингтон Уизардс» и «Лос-Анджелес Клипперс» 34-летний литовец перешёл в «Уизардс» в обмен на выбор в первом раунде драфта 2010 года и права на Эмира Прелджича. 25 февраля 2010 года «Уизардс» выкупили контракт Илгаускаса, в результате чего Жидрунас стал свободным агентом. За «Уизардс» он не сыграл ни одного матча. Согласно правилам он мог вернуться в «Кавальерс» только спустя 30 дней после обмена, при этом имел возможность подписать контракт с любым другим клубом без этой задержки. 23 марта 2010 года литовец подписал контракт до конца сезона с «Кавальерс». В первом домашнем матче после возвращения болельщики устроили Илгаускасу овацию. Однако в плей-офф Жидрунас сыграл всего 69 минут в 7 матчах, а «Кавальерс» проиграли «Бостону» в полуфинале Восточной конференции.
На момент ухода из «Кавальерс» являлся лидером в истории клуба по сыгранным матчам (771), сделанным подборам (5904) и блок-шотам (1269).

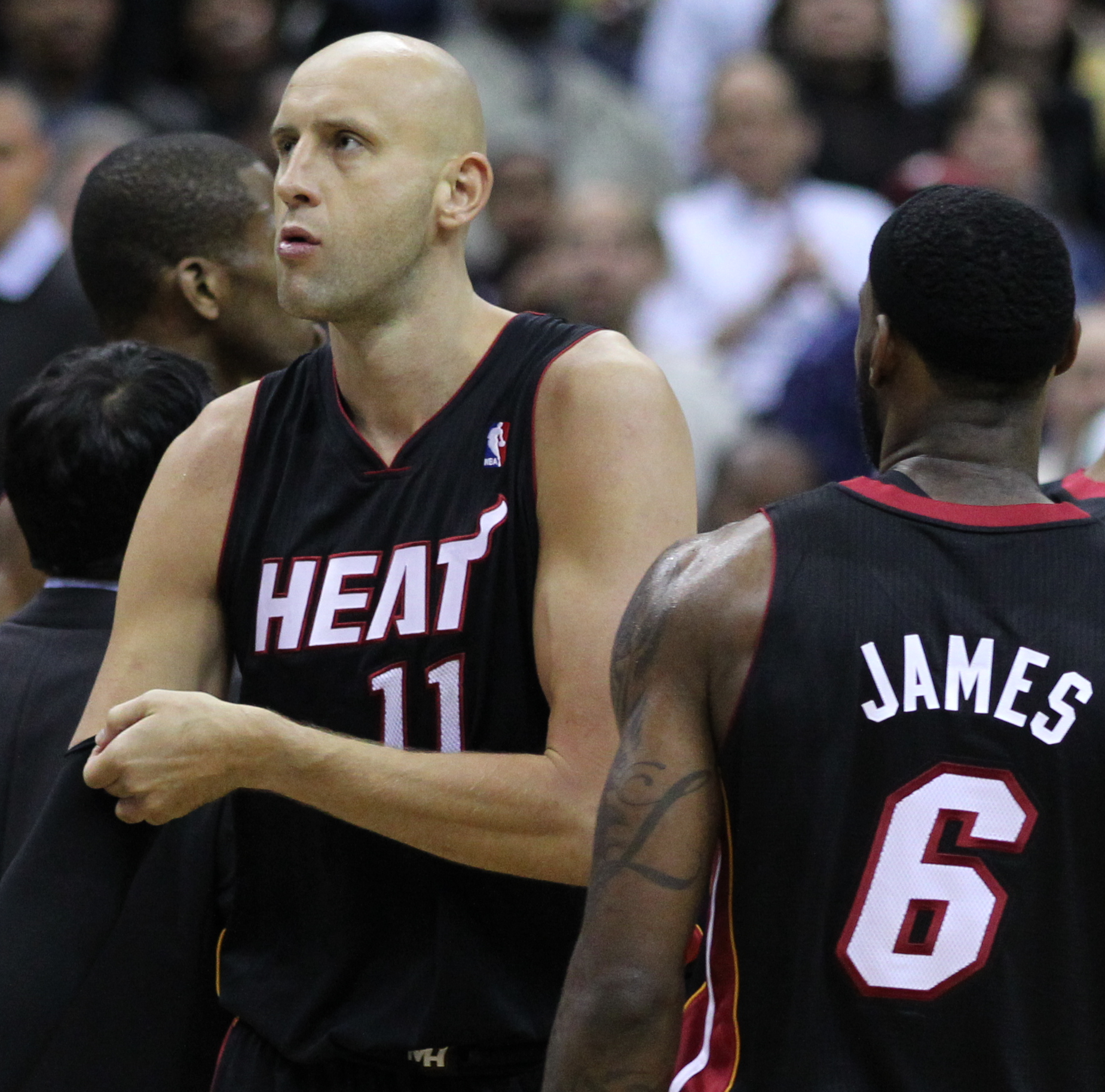
Илгаускас в составе «Хит»

13 июля 2010 года Илгаускас подписал однолетнее соглашение с «Майами Хит». 35-летний баскетболист, проведший 14 сезонов в составе «Кливленд Кавальерс» воссоединился с экс-партнёром Леброном Джеймсом и получил 1,4 млн долларов, что соответствует ветеранскому минимуму. 2 декабря 2010 года «Хит» проводили первую игру в Кливленде, Илгаускас был единственным в составе «Майами», кого болельщики «Кливленда» приветствовали на представлении команд, остальные же игроки гостей, включая Леброна Джеймса, были встречены негативно. В сезоне 2010/11 «Хит» дошли до финала НБА, где уступили «Даллас Маверикс». Илгаускас провёл в плей-офф только 9 матчей.
За сборную Литвы Жидрунас дебютировал в отборочном турнире к Евробаскету-1995. В связи со своей карьерой в НБА Жидрунас не играл за Литву ни на одном крупном международном турнире. В 2008 году он хотел выступить на Олимпийских играх в Пекине, но «Кливленд Кавальерс» запретили ему играть из-за его истории травм, а также в связи с тем, что его контракт не был застрахован. За карьеру он сыграл всего три матча за сборную Литвы.
30 сентября 2011 года 36-летний Илгаускас объявил о завершении игровой карьеры в свзяи с желанием больше времени проводить с семьёй и из-за усталости и травм.
В 2012 году вошёл в штаб «Кливленд Кавальерс».
8 марта 2014 года 11-й номер, под которым Илгаускас выступал за «Кавальерс», был выведен клубом из обращения. Это всего третий случай в истории НБА, когда подобной чести был удостоен игрок из Европы (после Дражена Петровича и Владе Диваца).
24 декабря 2014 года получил гражданство США, при этом лишился литовского гражданства, так как в Литве нет возможности иметь двойное гражданство.
В сентябре 2015 года Жидрунас стал помощником главного тренера школьной команды Saint Ignatius High School из Кливленда.
В январе 2018 года получил ежегодную награду в Кливленде как человек, который достойно представлял и продвигал спорт в городе.

### Личная жизнь
Летом 2004 года женился на американке Дженнифер. В 2007 году пара потеряла близнецов в результате преждевременных родов из-за осложнений при беременности. Летом 2009 года Илгаускас усыновил двух братьев 4 и 5 лет из его родного Каунаса. Супруга Жидрунаса скончалась 11 сентября 2022 в возрасте 50 лет. Илгаускас известен своей любовью к чтению, особенно литературы по военной истории.

## Статистика

### Статистика в НБА
| Сезон                                                                                    | Команда  | Регулярный сезон | Регулярный сезон | Регулярный сезон | Регулярный сезон | Регулярный сезон | Регулярный сезон | Регулярный сезон | Регулярный сезон | Регулярный сезон | Регулярный сезон | Регулярный сезон | Серия плей-офф | Серия плей-офф | Серия плей-офф | Серия плей-офф | Серия плей-офф | Серия плей-офф | Серия плей-офф | Серия плей-офф | Серия плей-офф | Серия плей-офф | Серия плей-офф |
| Сезон                                                                                    | Команда  | GP               | GS               | MPG              | FG%              | 3P%              | FT%              | RPG              | APG              | SPG              | BPG              | PPG              | GP             | GS             | MPG            | FG%            | 3P%            | FT%            | RPG            | APG            | SPG            | BPG            | PPG            |
| ---------------------------------------------------------------------------------------- | -------- | ---------------- | ---------------- | ---------------- | ---------------- | ---------------- | ---------------- | ---------------- | ---------------- | ---------------- | ---------------- | ---------------- | -------------- | -------------- | -------------- | -------------- | -------------- | -------------- | -------------- | -------------- | -------------- | -------------- | -------------- |
| 1997/98                                                                                  | Кливленд | 82               | 81               | 29,0             | 51,8             | 25,0             | 76,2             | 8,8              | 0,9              | 0,6              | 1,6              | 13,9             | 4              | 4              | 36,8           | 57,1           | -              | 52,0           | 7,5            | 0,5            | 0,5            | 1,3            | 17,3           |
| 1998/99                                                                                  | Кливленд | 5                | 5                | 34,2             | 50,9             | -                | 60,0             | 8,8              | 0,8              | 0,8              | 1,4              | 15,2             | Не участвовал  | Не участвовал  | Не участвовал  | Не участвовал  | Не участвовал  | Не участвовал  | Не участвовал  | Не участвовал  | Не участвовал  | Не участвовал  | Не участвовал  |
| 2000/01                                                                                  | Кливленд | 24               | 24               | 25,7             | 48,7             | 0,0              | 67,9             | 6,7              | 0,8              | 0,6              | 1,5              | 11,7             | Не участвовал  | Не участвовал  | Не участвовал  | Не участвовал  | Не участвовал  | Не участвовал  | Не участвовал  | Не участвовал  | Не участвовал  | Не участвовал  | Не участвовал  |
| 2001/02                                                                                  | Кливленд | 62               | 23               | 21,4             | 42,5             | 0,0              | 75,4             | 5,4              | 1,1              | 0,3              | 1,4              | 11,1             | Не участвовал  | Не участвовал  | Не участвовал  | Не участвовал  | Не участвовал  | Не участвовал  | Не участвовал  | Не участвовал  | Не участвовал  | Не участвовал  | Не участвовал  |
| 2002/03                                                                                  | Кливленд | 81               | 81               | 30,0             | 44,1             | 0,0              | 78,1             | 7,5              | 1,6              | 0,7              | 1,9              | 17,2             | Не участвовал  | Не участвовал  | Не участвовал  | Не участвовал  | Не участвовал  | Не участвовал  | Не участвовал  | Не участвовал  | Не участвовал  | Не участвовал  | Не участвовал  |
| 2003/04                                                                                  | Кливленд | 81               | 81               | 31,3             | 48,3             | 28,6             | 74,6             | 8,1              | 1,3              | 0,5              | 2,5              | 15,3             | Не участвовал  | Не участвовал  | Не участвовал  | Не участвовал  | Не участвовал  | Не участвовал  | Не участвовал  | Не участвовал  | Не участвовал  | Не участвовал  | Не участвовал  |
| 2004/05                                                                                  | Кливленд | 78               | 78               | 33,5             | 46,8             | 28,6             | 79,9             | 8,6              | 1,3              | 0,7              | 2,1              | 16,9             | Не участвовал  | Не участвовал  | Не участвовал  | Не участвовал  | Не участвовал  | Не участвовал  | Не участвовал  | Не участвовал  | Не участвовал  | Не участвовал  | Не участвовал  |
| 2005/06                                                                                  | Кливленд | 78               | 78               | 29,3             | 50,6             | 0,0              | 83,4             | 7,6              | 1,2              | 0,5              | 1,7              | 15,6             | 13             | 13             | 27,2           | 45,4           | -              | 75,0           | 6,3            | 0,8            | 0,4            | 2,1            | 10,4           |
| 2006/07                                                                                  | Кливленд | 78               | 78               | 27,3             | 48,5             | 0,0              | 80,7             | 7,7              | 1,6              | 0,6              | 1,3              | 11,9             | 20             | 20             | 32,4           | 49,2           | -              | 83,8           | 9,7            | 0,9            | 0,5            | 0,8            | 12,6           |
| 2007/08                                                                                  | Кливленд | 73               | 73               | 30,4             | 47,4             | 0,0              | 80,2             | 9,3              | 1,4              | 0,5              | 1,6              | 14,1             | 13             | 13             | 30,3           | 47,9           | -              | 81,8           | 7,5            | 1,6            | 0,4            | 1,1            | 13,1           |
| 2008/09                                                                                  | Кливленд | 65               | 65               | 27,2             | 47,2             | 38,5             | 79,9             | 7,5              | 1,0              | 0,4              | 1,3              | 12,9             | 14             | 14             | 29,1           | 44,9           | 15,4           | 63,6           | 7,8            | 1,2            | 0,4            | 0,9            | 10,5           |
| 2009/10                                                                                  | Кливленд | 64               | 7                | 20,9             | 44,3             | 47,8             | 74,3             | 5,4              | 0,8              | 0,2              | 0,8              | 7,4              | 7              | 0              | 9,8            | 38,5           | -              | 66,7           | 1,6            | 0,4            | 0,0            | 1,0            | 1,7            |
| 2010/11                                                                                  | Майами   | 72               | 51               | 15,9             | 50,8             | 0,0              | 78,3             | 4,0              | 0,4              | 0,3              | 0,8              | 5,0              | 9              | 8              | 11,5           | 46,7           | -              | 66,7           | 3,6            | 0,3            | 0,0            | 0,3            | 3,6            |
|                                                                                          | Всего    | 843              | 725              | 27,2             | 47,6             | 31,0             | 78,0             | 7,3              | 1,1              | 0,5              | 1,6              | 13,0             | 80             | 72             | 26,5           | 47,7           | 15,4           | 74,4           | 6,9            | 0,9            | 0,3            | 1,1            | 10,2           |
| Наведите курсор мыши на аббревиатуры в заголовке таблицы, чтобы прочесть их расшифровку. |          |                  |                  |                  |                  |                  |                  |                  |                  |                  |                  |                  |                |                |                |                |                |                |                |                |                |                |                |